# Ak
Ak, jedna od skupina Papuanaca sa sjeverozapada Papue Nove Gvineje, nastanjeno danas u provinciji Sandaun. Jezično su najsrodniji plemenima Awun i Namia s kojima pripadaju jezičnoj podskupini yellow river, porodica Sepik-Ramu. Populacija iznosi 200; 75 govornika (2000 S. Wurm), od kojih svi, prema australskom antropologu i jezikoslovacu Laycocku (1973) žive u selu Kwieftim, istočno od rijeke Sand, pritoci Sepika (?). Mnogi su bilingualni u jezicima yis, bouye i namia.